# Badger (Minnesota)
Badger – miasto w Stanach Zjednoczonych, w stanie Minnesota, w hrabstwie Roseau.